# Il colore dell'odio
Il colore dell'odio è un film del 1989 diretto da Pasquale Squitieri. In questo film il regista tratta il tema del razzismo.

## Trama
Un giovane uomo di origine marocchina è innamorato di una donna della piccola borghesia di nome Miriam. Lui è figlio di padre siciliano e madre marocchina. Dopo aver avuto un passato illegale, comincia a rifarsi un'esistenza migliore. Viene però ingiustamente dichiarato colpevole di un omicidio politico davanti al Ministero degli Esteri, per una somiglianza con il vero colpevole dell'accaduto. È costretto a scappare via. Rashid si nasconde nel sottobosco di Roma e dintorni ed è braccato dalla polizia ma la ragazza cerca in tutti i modi di ritrovarlo, finché  non ci riesce. Insieme progettano di scappare in Africa ma, anche dopo la provata innocenza, saranno costretti a continuare a scappare dal sistema. Ricorrono all'aiuto del trafficante Vito, detto "il siciliano", che in cambio di una grossa somma di denaro  fornisce loro due passaporti falsi. Qualcuno chiama le forze sull'ordine - forse lo stesso Vito - la polizia riesce a intercettarli e inizia uno scontro a fuoco a discapito del giovane, che verrà freddato con diversi colpi di pistola.

## Distribuzione
Il film venne distribuito nelle sale cinematografiche italiane il 7 dicembre 1989.